# Dyanna Lauren

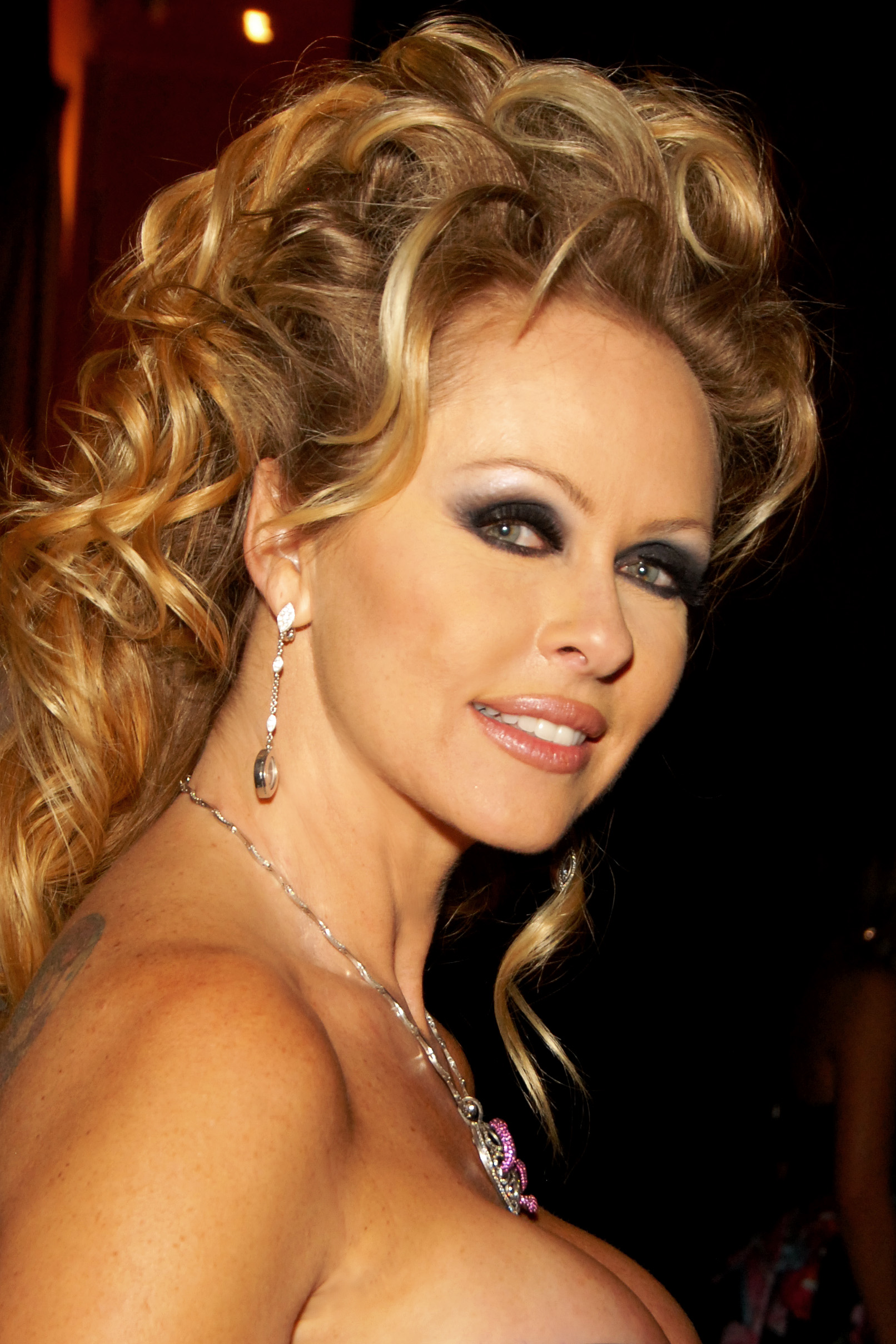
Dyanna Lauren (2009)

Dyanna Lauren (* 18. März 1965 als Dianne Brown in Los Angeles, Kalifornien) ist eine US-amerikanische Pornodarstellerin, die seit 1992 aktiv ist.

## Leben
Lauren besuchte das Christian Azusa Pacific College mit Hauptfach Musik. Sie spielte von 1992 bis 1998 in ca. 100 Filmen, war 1995 bei Vivid Video der Vivid Entertainment Group als Vivid Girl unter Vertrag und wechselte dann als Vivid Interactive Director hinter die Kamera. Sie ist bekannt für ihre Darstellung in dem Pornofilm Bad Wives, der als Film des Jahres 1998 ausgezeichnet wurde und insgesamt vier AVN Awards gewann. Lauren gewann den Award als beste Darstellerin.
Sie hatte eine Beziehung mit dem Darsteller Steven St. Croix, war mit dem Pornoregisseur Brad Armstrong verheiratet und ist derzeit mit John Gray verheiratet, dem Vorstand von Spearmint Rhino Companies Worldwide, Inc. (einer Kette von Strip-Clubs).

## Auszeichnungen
- Penthouse Pet of the Month Juli 1995
- AVN Award „Best Actress – Film“ 1998 in Bad Wives
- XRCO Award „Best Actress“ in Bad Wives
- AVN Hall of Fame (aufgenommen im Jahre 2008)
- 2010: XBIZ Award – „Performer Comeback of the Year“

## Filmografie (Auswahl)
- 1992: The Young One: Part Eight
- 1993: Justine: Erfüllte Träume (Nothing to Hide II: Justine)
- 1993: The Proposal
- 1993: The Mistress
- 1993: The Beverly Thrillbillies
- 1993: Plan 69 from Outer Space
- 1993: Doktor Sex (Bad Habits)
- 1993: A Stripper Named Desire
- 1994: Anal Planet
- 1994: Die Männerfalle (Killer Looks)
- 1994: White Shadow
- 1994: The Swap 2
- 1994: Stardust 3
- 1994: Red Light
- 1994: Poison
- 1994: Hardcore
- 1994: Verborgene Gefühle (Elements of Desire)
- 1995: Talking Blue (Fernsehserie)
- 1995: Where the Boys Aren’t 7
- 1995: Michelangelos Schwester (On Her Back)
- 1995: Bad Girls 5: Maximum Babes
- 1996: Double Decadence
- 1996: Buck Fucking Adams
- 1996–1997: The Helmetcam Show (Fernsehserie, vier Folgen)
- 1997: Where the Boys Aren’t VIII
- 1997: Where the Boys Aren’t 9
- 1997: Sweet Innocence
- 1997: Broken Promises
- 1997: Bad Wives
- 1997: Ancient Secrets of the Kama Sutra
- 1999: First Impulse
- 2009: 30 Love
- 2010: Country Club Cougars
- 2010: Dirty Rotten Mother Fuckers 4
- 2010: Mother Load 6
- 2010: Kittens & Cougars 3

## Auftritte
The Howard Stern Radio Show, 20. Mai 2000